# Shadwell Court
Shadwell Court, Brettenham, Norfolk, Angleterre est une maison de campagne datant à l'origine du XVIIIe siècle. Construite pour les baronnets de Buxton, la maison est massivement agrandie en deux étapes au XIXe siècle ; en 1840-1842 par Edward Blore puis en 1856-1860 par Samuel Sanders Teulon. La maison et le terrain font désormais partie du Shadwell Nunnery Stud, propriété de Hamdan bin Rashid Al Maktoum jusqu'à sa mort en mars 2021. Shadwell Court est un bâtiment classé Grade I. En 2019, le bâtiment est inscrit au registre du patrimoine en péril en raison de préoccupations concernant la détérioration de son infrastructure.

## Histoire
Le baronnetage de Buxton est créé pour Robert Buxton (1er baronnet) en 1800. Son grand-père, John Buxton, construit la maison d'origine, alors nommée Shadwell Lodge, en 1727-1729 comme une retraite de la maison familiale principale, Channonz Hall à Tibenham . La fortune de la famille a été établie par Robert Buxton (1533-1607), un avocat prospère au service du duc de Norfolk . En 1841, le deuxième baronnet engage Edward Blore pour entreprendre un agrandissement majeur de la maison, qui est achevé pour sa veuve en 1843. À la majorité de leur fils en 1850, le troisième baronnet suit la tradition victorienne d'embellir l'église locale, et doter une école, avant de se lancer dans un nouvel agrandissement de sa maison. L'église de Brettenham, le Old College de Rushford, et les travaux à la maison sont tous confiés à Samuel Sanders Teulon .
Les coûts de la reconstruction de Teulon sont considérables et ont peut-être contribué à la vente de la maison et du domaine en 1898 . Les Buxton n'ont jamais été une famille extrêmement riche ; Jill Franklin, dans son étude The Gentleman's Country House And Its Plan: 1835-1914, enregistre le revenu de leur domaine de 10 000 acres au milieu du XIXe siècle à 7 260 £ par an . En revanche, l'acheteur du domaine, John Musker, est un épicier très prospère qui fonde les magasins Home and Colonial en partenariat avec Julius Drewe . Les Muskers possèdent le domaine jusqu'aux années 1980, lorsqu'il est vendu à Hamdan bin Rashid Al Maktoum (en) qui l'incorpore dans son haras, basé à Thetford . La maison n'est plus habitée depuis les années 1990, et en 2019, elle est inscrite au registre du patrimoine en péril en raison de préoccupations quant à son état . Le directeur de l'époque de la Victorian Society, Christopher Costelloe, suggère : « Le propriétaire de Shadwell Court peut facilement se permettre de s'occuper correctement de cet important bâtiment. Cette grande maison de campagne a été trop longtemps laissée à l'abandon et ce sera un scandale si elle n'est pas réparée rapidement". Le Shadwell Stud conteste les allégations de négligence, notant que plus de 1,6 million de livres sterling ont été dépensées pour conserver la structure depuis son achat par la famille Al Maktoum ,.
Le domaine Shadwell est privé et n'est pas accessible au public .

## Architecture et descriptif
Le Shadwell Lodge original, construit vers 1727 pour John Buxton, est d'un plan géorgien standard, comprenant trois baies et trois étages . John Soane aurait entrepris des travaux à la maison dans les années 1790, mais la liste Historic England ne l'enregistre pas ,. En raison de contraintes financières, la loge d'origine n'est pas démolie, et les deux périodes d'expansion victorienne voient d'abord Blore, puis Teulon, l'envelopper de leurs propres agrandissements. Les travaux de Blore voient la construction d'un bloc sud de deux étages sur la façade jardin, ainsi que la construction d'une aile de service au nord . Les extensions de Teulon des années 1850 voient la reconstruction d'une façade d'entrée et la construction d'une grande écurie, avec une porte d'entrée colossale surmontée d'une tour .
Le résultat des efforts de Blore, puis de Teulon, est vertigineux ; L'Angleterre historique note "l'asymétrie équilibrée et la ligne d'horizon étonnamment ponctuée" . Le bâtiment est de trois étages sur certains fronts et de quatre sur d'autres, avec une série de tourelles et de tours. Jill Franklin note la tour d'escalier diagonale comme l'un des premiers exemples de ce type . Les matériaux de construction sont la pierre de Caen, la brique et le silex, avec l'ardoise utilisée pour la toiture. Le point culminant de l'intérieur est le hall central cruciforme de Teulon, avec des vitraux, un orgue et un toit en bois avec des sculptures élaborées par Thomas Earp . Mark Girouard, l'historien de l'architecture, considère Shadwell parmi les meilleurs travaux de Teulon ; "un éblouissant feu d'artifice victorien, à sa manière une œuvre de génie" .
Le parc abrite une grotte, construite autour d'un puits médiéval dédié à St Chad dont le domaine tire son nom .

## Sources
- Jill Franklin, The Gentleman's Country House and its Plan 1835–1914, London, UK, Routledge & Kegan Paul, 1981 (ISBN 978-0-710-00622-6, lire en ligne)
- Mark Girouard, The Victorian Country House, New Haven, US and London, Yale University Press, 1979 (ISBN 978-0-300-02390-9, lire en ligne)
- Gwyn Headley et Wim Meulenkamp, Follies, Grottoes and Garden Buildings, London, Aurum Press, 1999 (ISBN 978-1-854-10625-4, OCLC 1008038820, lire en ligne)
- Nikolaus Pevsner et Bill Wilson, Norfolk 2: North-west and South, New Haven, US and London, Yale University Press, coll. « The Buildings Of England », 2002 (ISBN 978-0-300-09657-6, OCLC 1101266459, lire en ligne)